# Borbacha fuscescentior
Borbacha fuscescentior är en fjärilsart som beskrevs av Rothschild 1915. Borbacha fuscescentior ingår i släktet Borbacha och familjen mätare. Inga underarter finns listade i Catalogue of Life.